# Басюк Іван Вікторович
Іва́н Ві́кторович Басю́к — молодший сержант Збройних сил України, учасник російсько-української війни. Герой України (2025).

## Життєпис
Родом з Рівненщини. Тривалий час працював в IT-сфері.
З 1 серпня 2024 року по 20 січня 2025 року на Покровському напрямку військовослужбовець Збройних сил України брав участь у бойових діях, у ході яких було ліквідовано 119 представників збройних формувань Російської Федерації. Також було знищено 82 артилерійські установки. Командує відділенням безпілотних авіаційних комплексів.

## Нагороди
- Звання Герой України з врученням ордена «Золота Зірка» (13 червня 2025) — за особисту мужність і героїзм, виявлені у захисті державного суверенітету та територіальної цілісності України, самовіддане служіння Українському народові[3].
- Хрест бойових заслуг (29 липня 2025) — за особисту мужність, виявлену у захисті державного суверенітету та територіальної цілісності України, самовіддане виконання військового обов'язку[4].
- Орден «За мужність» III ступеня (24 листопада 2023) — за особисту мужність, виявлену у захисті державного суверенітету та територіальної цілісності України, самовіддане виконання військового обов'язку[5].